# Rosenrot
«Rosenrot» (укр. «Трояндочка»; «Червона рута») — п'ятий альбом німецького рок-гурту «Rammstein». Реліз відбувся 28 жовтня 2005 року. У назві альбому фігурує ім'я героїні казки братів Грімм «Біляночка та Трояндочка» (нім. «Schneeweisschen und Rosenrot»).
Альбом розійшовся тиражем в 1 мільйон копій.

## Композиції
1. «Benzin» (3:46) («Бензин»)
2. «Mann gegen Mann» (3:51) («Чоловік проти чоловіка»)
3. «Rosenrot» (3:55) («Трояндочка»)
4. «Spring» (5:25) («Стрибай!»)
5. «Wo bist du?» (3:56) («Де ти?»)
6. «Stirb nicht vor mir» // «Don't die before I do» (Дует із Шарлін Спітері із гурту «Texas») (4:06) («Не помирай раніше за мене»)
7. «Zerstören» (5:29) («Знищувати»)
8. «Hilf mir» (4:44) («Домоможи мені»)
9. «Te quiero puta!»  (в перекладі із іспанської Я хочу тебе, курво!) (3:56)
10. «Feuer & Wasser» (5:13) («Вогонь і Вода»)
11. «Ein Lied» (3:44) («Пісня»)

## Сингли
- «Benzin» (2005)
- «Rosenrot» (2005)
- «Mann gegen Mann» (2006)

## Обставини створення
«Rosenrot» було записано і випущено лише за рік після релізу попередньої платівки «Reise, Reise». Така скорострільність навіть породила хвилю обвинувачень на адресу «Rammstein» — гурту закидали гонитву за зайвою популярністю. Неоднозначно сприйняло суспільство і третій сингл альбому — «Mann gegen Mann», натякаючи на те, що зі стежки провокаційності й скандальності команда повертає до толерантності і політкоректності, що почали глибоко вкорінюватись в Німеччині. Одначе, такий малий проміжок між двома альбомами пояснюється тим, що сім з одинадцяти композицій було записано саме для платівки «Reise, Reise», але вони не увійшли до неї з різних причин. Як наслідок, «Rosenrot» не має чіткої концепції, на відміну від того ж «Reise, Reise».
Як і попередні творіння «Rammstein», «Rosenrot» отримав свою частку схвальних відгуків, вже в перші тижні продажу набувши платинового статусу в кількох країнах світу. Від чотирьох альбомів, що передували релізу 2006 року, «Rosenrot» відрізняється досить незвичним міксом важких композицій («Zerstören, Benzin», «Hilf mir») і тихої акустичної лірики («Ein Lied», «Wo bist du?», «Feuer und Wasser»), в котрій тема простого людського кохання розписана в досить рідкісній, як для «Rammstein», поетичній манері.
Альбом, як завжди, наповнений і соціальною тематикою: інстинкт натовпу, котрий штовхає людей на злочин («Spring»), неконтрольований дитячий потяг до знищення всього довкола («Zerstören»), урешті-решт, майже знущальна присвята паливній кризі, що охопила світ («Benzin»).
Обкладинкою альбому послугувала відредагована фотографія криголаму USS «Atka», зроблена ще 13 березня 1960 року в Антарктиді на станції МакМердо.

### Сингл «Rosenrot»
Найбільш очікуваним синглом нового релізу був трек «Rosenrot», презентація котрого повинна була відбутися ще 2004 року. Проте за рішенням гурту трек не увійшов до альбому «Reise, Reise». Натомість, кліп «Rosenrot», що був презентований 30 листопада 2005 року, став одним з найяскравіших творінь «Rammstein».
Кліп, знятий у румунському селі Марамуреш, оповідає про подорож шести ченців (ролі котрих виконали музиканти гурту), що представляють різні релігійні конфесії (від православ’я до юдаїзму). Під час зупинки на відпочинок в гірському селі, один із ченців палко закохався в місцеву дівчину. Зачарований юною красунею, він забуває про всі обітниці, й спокушений обіцянкою взаємності, монах виконує страшне прохання дівиці — глибокої ночі вбиває її батьків. Ледь вийшовши з оселі, в котрій скоїв злочин, назустріч коханій, чернець бачить її задоволену посмішку, й миттєво чує крик дівчини, що підіймає на ноги все село — служитель культу потрапляє в руки розлючених селян і своїх же колег, а на світанку опиняється на вогнищі. Подорож продовжують уже лише п'ятеро ченців.
Роль зрадливої «Трояндочки» виконала румунська модель Каталіна Лавріч, котрій на момент зйомок було лише 14 років. Однією з основних ліній відео є самобичування, що влаштували собі на галявині шестеро ченців — постійні флеш-беки показують сцену колективного самопобиття монахів, котрі, прийшовши до села, спокусились багатими наїдками та алкоголем, що запропонували їм селяни. Таким чином, ми бачимо стандартну процедуру окуплення гріхів — ти можеш не відмовлятись від земних благ, потім досить лише провести відповідний обряд самоочищення.
Тематика, що піднята в відеокліпі, перекликається з текстом пісні: божевільна й сліпа самопожертва заради свого кохання, потакання навіть небезпечному капризу коханої дівчини, невміння засліпленого почуттями чоловіка побачити підступність у проханнях свого ідола, цей лейтмотив лунає і в пісні, в котрій, слідуючи наказу своєї дівчини, хлопець лізе на високу скелю аби принести їй гірську квітку, й зрештою розбивається біля її ніг. «Трояндочко, о Трояндочко — глибокі води не такі вже тихі» (аналог. «в тихому болоті чорти водяться») — цими словами завершується пісня, підбиваючи підсумок і відеоряду, і тексту.

## Склад
- Тілль Ліндеманн
- Ріхард Круспе
- Крістоф «Дум» Шнайдер
- Пауль Ландерс
- Крістіан «Флаке» Лоренц
- Олівер Рідель